# الشبكات البيولوجية
الشبكة البيولوجية هي أي شبكة تنطبق على الأنظمة البيولوجية. الشبكة هي أي نظام به وحدات فرعية مرتبطة بكامل، مثل وحدات الأنواع المرتبطة بشبكة غذائية كاملة. توفر الشبكات البيولوجية تمثيلًا رياضيًا للوصلات الموجودة في الدراسات البيئية والتطورية والفسيولوجية، مثل الشبكات العصبية. أدى تحليل الشبكات البيولوجية في صحة الإنسان والمرض إلى ظهور مجال بحثي يسمى طب الشبكة.

## بيولوجيا الشبكة والمعلومات الحيوية
ويمكن تمثيل النظم البيولوجية المعقدة وتحليلها باعتبارها شبكات قابلة للحوسبة. مثلا، يمكن تصميم النظم الإيكولوجية على شكل شبكات من الأنواع المتفاعلة أو بروتين يمكن نمذجته كشبكة من الأحماض الأمينية. كسر البروتين إلى أبعد، يمكن تمثيل الأحماض الأمينية كشبكة من الذرات المتصلة، مثل الكربون والنيتروجين والأكسجين. العقد والحواف هي المكونات الأساسية للشبكة. تمثل العقد وحدات في الشبكة، بينما تمثل الحواف التفاعلات بين الوحدات. يمكن أن تمثل العقد مجموعة واسعة من الوحدات البيولوجية، من الكائنات الحية الفردية إلى الخلايا العصبية الفردية في الدماغ. اثنين من الخصائص الهامة للشبكة هي الدرجة العلمية والبينية المركزية. الدرجة العلمية (أو الاتصال، وهو استخدام مميز من ذلك المستخدم في نظرية الرسم البياني) هو عدد الحواف التي تربط عقدة، في حين أن البعد هو قياس لمدى مركزية العقدة في الشبكة. تعمل النقاط ذات الاتزان العالي بشكل أساسي كجسور بين أجزاء مختلفة من الشبكة (بمعنى أن التفاعلات يجب أن تمر عبر هذه العقدة للوصول إلى أجزاء أخرى من الشبكة). في الشبكات الاجتماعية، قد تلعب العقد ذات الدرجة العالية أو البعد العالي دورًا مهمًا في التركيب العام للشبكة
في وقت مبكر من الثمانينيات (1980)، بدأ الباحثون في مشاهدة الحمض النووي أو الجينوم كمخزن ديناميكي لنظام اللغة مع حالات محددة دقيقة ممثلة . اقترحت الأبحاث الحديثة للأنظمة المعقدة أيضًا بعض القواسم المشتركة بعيدة المدى في تنظيم المعلومات في مشاكل من علم الأحياء وعلوم الكمبيوتر والفيزياء ، مثل مكثف بوز-آينشتاين.
لقد حولت المعلوماتية الحيوية تركيزها بشكل متزايد من الجينات الفردية، والبروتينات ، وخوارزميات البحث إلى شبكات ذات نطاق واسع غالبا ما تدل على التحليل النطاقي مثل biome و interactome و genome و proteome.
كشفت هذه الدراسات النظرية أن الشبكات البيولوجية تشارك في العديد من المميزات مع الشبكات الأخرى مثل الإنترنت أو الشبكات الاجتماعية .

## الشبكات في علم الاحياء

### شبكات التفاعل بروتين - بروتين
المقال الرئيسي: interactome
العديد من تفاعلات البروتين-البروتين (PPIs) في الخلايا التي تشكل شبكات تفاعل البروتين (PINs) حيث البروتينات هي العقد وتفاعلاتها هي الحوافPINs هي الشبكات الأكثر تحليلًا في علم الأحياء. هناك العشرات من طرق كشف PPI لتحديد مثل هذه التفاعلات. نظام الخميرة ثنائي الهجين هو تقنية تجريبية شائعة الاستخدام لدراسة التفاعلات الثنائية.
أشارت الدراسات الحديثة إلى الحفاظ على الشبكات الجزيئية من خلال الزمن التطوري العميق.
تم اكتشاف أن البروتينات ذات درجات عالية من الترابط تكون أكثر عرضة للبقاء على قيد الحياة من البروتينات ذات الدرجات الأقل. وهذا يشير إلى أن التكوين العام للشبكة (وليس مجرد التفاعلات بين أزواج البروتين) مهم في الأداء العام للكائن الحي.

### شبكات تنظيمية جينية (شبكات تفاعل الحمض النووي - البروتين)
المقال الرئيسي: شبكة التنظيم الجيني
ينظم نشاط الجينات بعوامل النسخ والبروتينات التي ترتبط عادة بالحمض النووي. ترتبط معظم عوامل النسخ بمواقع ربط متعددة في الجينوم. ولذلك، تحتوي جميع الخلايا على شبكات تنظيمية جينية معقدة. مثلا، يشفر الجينوم البشري بترتيب 1400 عامل نسخ ربط الحمض النووي الذي ينظم التعبير عن أكثر من 20,000 جينة بشرية. تشتمل تقنيات دراسة الشبكات التنظيمية للجينات على رقاقة ترسيب مناعي للكروماتين ورقاقة التسلسل وCliP-seq .

### شبكات الجينات المشتركة (شبكات الاقتباس والنسخ)
المقال الرئيسي: شبكات الجينات المشتركة
يمكن تفسير شبكات التعبير المشترك للجينات كشبكات ارتباط بين المتغيرات التي تقيس وفرة النص. وقد استخدمت هذه الشبكات لتوفير تحليل بيولوجي للأنظمة لبيانات ميكروأريّة الحمض النووي، وبيانات تتابع الحمض النووي الريبي RNA ، وبيانات حمض ريبوزي نووي ميكروي . ويستخدم التحليل الشبكي للتعبير المشترك عن الجينات المشتركة على نطاق واسع لتحديد وحدات التعبير المشترك وجينات الوصل الحياتية. قد تتوافق وحدات التعبير المشترك مع أنواع الخلايا أو المسارات. يمكن تفسير المحاور الوراثية عالية الترابط كممثلين لوحدة كل منها.

### الشبكات الأيضية
المقال الرئيسي: شبكة التمثيل الغذائي
ترتبط المركبات الكيميائية للخلية الحية بالتفاعلات الكيميائية الحيوية التي تحول مركبًا إلى آخر. يتم تحفيز التفاعلات بواسطة الإنزيمات. وهكذا، فإن جميع المركبات الموجودة في الخلية هي جزء من شبكة تفاعل بيوكيميائية معقدة من التفاعلات تسمى الشبكة الأيضية شبكة الأيض. من الممكن استخدام تحليلات الشبكة للاستدلال على كيفية عمل التحديد على المسارات الأيضية.

### شبكات الاشارات
المقال الرئيسي: إشارات الخلية
يتم نقل الإشارات داخل الخلايا أو بين الخلايا وبالتالي تشكل شبكات إشارات معقدة. على سبيل المثال، في مسار MAPK / ERK يتم نقله من سطح الخلية إلى نواة الخلية عن طريق سلسلة من تفاعلات البروتين - البروتين، تفاعلات فسفرة . تقوم شبكات الاشارات عادة بدمج شبكات تفاعل البروتين - البروتين والشبكات التنظيمية للجينات والشبكات الأيضية.

### الشبكات العصبية
المقال الرئيسي: الشبكة العصبية البيولوجية
تجعل التفاعلات المعقدة في الدماغ المرشح المثالي لتطبيق نظرية الشبكة. ترتبط العصبونات في الدماغ ببعضها البعض بشكل عميق وهذا يؤدي إلى وجود شبكات معقدة موجودة في الجوانب الهيكلية والوظيفية للدماغ. على سبيل المثال، تم إثبات خصائص الشبكة في العالم الصغير في العلاقات بين المناطق القشرية في دماغ الرئيسيات أو أثناء البلع في البشر. هذا يشير إلى أن المناطق القشرية في الدماغ لا تتفاعل بشكل مباشر مع بعضها البعض، ولكن يمكن الوصول إلى معظم المناطق من جميع المناطق الأخرى من خلال عدد قليل من التفاعلات.

### الشبكات الغذائية
المقال الرئيسي: شبكة الغذاء
جميع الكائنات مرتبطة ببعضها البعض من خلال تفاعلات التغذية. أي إذا كان نوعًا ما يأكل أو يأكل من قبل نوع آخر، فإنه يرتبط في شبكة غذائية معقدة من التفاعلات المفترسة والفريسة. كان استقرار هذه التفاعلات سؤالًا قديمًا في علم البيئة. إذا تمت إزالة بعض الأفراد، فماذا يحدث للشبكة (أي أنها تنهار أو تتكيف)؟ يمكن استخدام تحليل الشبكة لاستكشاف استقرار الويب الغذائي وتحديد ما إذا كانت بعض خصائص الشبكة تؤدي إلى شبكات أكثر استقرارًا. وعلاوة على ذلك، يمكن استخدام تحليل الشبكة لتحديد كيف تؤثر عمليات الإزالة الانتقائية للأنواع على الشبكة الغذائية ككل. هذا مهم بشكل خاص بالنظر إلى فقدان الأنواع المحتمل بسبب تغير المناخ العالمي.

### شبكات التفاعل بين الأنواع
المقال الرئيسي: العلاقة الاجتماعية
في علم الأحياء، كانت تفاعلات الزوجين تاريخيا محور تركيز الدراسة المكثفة. مع التطورات الحديثة في علوم الشبكات، أصبح من الممكن زيادة تفاعلات الزوجين لتشمل الأفراد من العديد من الأنواع المشاركة في العديد من مجموعات التفاعلات لفهم بنية ووظيفة الشبكات الأيكولوجية الأكبر.يمكن أن يسمح استخدام تحليل الشبكة باكتشاف وفهم كيفية ربط هذه التفاعلات المعقدة معًا داخل شبكة النظام، وهي خاصية تم تجاهلها سابقًا. تسمح هذه الأداة القوية بدراسة أنواع مختلفة من التفاعلات (من المنافسة إلى التعاونية) باستخدام نفس الإطار العام. على سبيل المثال، تفاعلات الملقحات النباتية مفيدة بشكل متبادل وكثيرا ما تنطوي على العديد من الأنواع المختلفة من الملقحات وكذلك العديد من الأنواع المختلفة من النباتات. وتعتبر هذه التفاعلات ذات أهمية حاسمة في استنساخ النباتات وبالتالي تراكم الموارد في قاعدة السلسلة الغذائية للمستهلكين الأساسيين، إلا أن شبكات التفاعل هذه مهددة بالتغير البشري. إن استخدام تحليل الشبكة يمكن أن يضيء كيفية عمل شبكات التلقيح ويمكن أن يُفيد بدوره في جهود الحفظ. داخل شبكات التلقيح، يتفاعل المتطوعون (بمعنى أن الأخصائيين يتفاعلون مع مجموعة فرعية من الأنواع التي يتفاعل معها العامة) ، التكرار (بمعنى أن معظم النباتات يتم تلقيحها بواسطة العديد من الملقحات) ، والنمطية تلعب دورًا كبيرًا في استقرار الشبكة. قد تعمل خواص الشبكة هذه بالفعل على إبطاء انتشار تأثيرات الاضطراب من خلال النظام، وربما تحجب شبكة التلقيح من التغيرات البشرية إلى حد ما. وبشكل أعم، يمكن أن يخبرنا هيكل تفاعلات الأنواع داخل الشبكة الإيكولوجية بشيء ما عن تنوع الشبكة وثرائها ومتانتها. يمكن للباحثين حتى مقارنة الإنشاءات الحالية لشبكات تفاعل الأنواع مع إعادة بناء تاريخية للشبكات القديمة لتحديد كيف تغيرت الشبكات مع مرور الوقت. تهتم الأبحاث الحديثة في هذه الشبكات التفاعلية للأنواع المعقدة بفهم العوامل التي تؤدي إلى استقرار الشبكة.

### شبكات التفاعل داخل الأنواع
المقال الرئيسي: العلاقة الاجتماعية
يوفر تحليل الشبكة القدرة على تحديد الارتباطات بين الأفراد، مما يجعل من الممكن استنتاج التفاصيل حول الشبكة ككل على مستوى الأنواع و / أو السكان. بدأ الباحثون المهتمون بالسلوك الحيواني عبر مجموعة متنوعة من الأنواع، بدءًا من الحشرات وحتى الرئيسيات، في دمج تحليل الشبكة في أبحاثهم. استخدم الباحثون المهتمون بالحشرات الاجتماعية (على سبيل المثال، النمل والنحل) تحليلات الشبكة لفهم تقسيم العمل وتخصيص المهام وتحسين عملية البحث في المستعمرات بشكل أفضل ؛ الباحثون الآخرون مهتمون بكيفية خصائص معينة للشبكة على مستوى المجموعة و / أو مستوى السكان يمكن أن يفسر السلوكيات الفردية المستوى. على سبيل المثال، وجدت دراسة حول مناورات الذبابة السلكية (طائر صغير عابر) أن درجة الذكور في الشبكة توقعت إلى حد كبير قدرة الذكر على الارتفاع في التسلسل الهرمي الاجتماعي (أي الحصول في نهاية المطاف على الأرض والتزاوج). في مجموعات الدلفين القارورية، قد تتنبأ درجة الفرد وقيم مركزية بين ما إذا كان هذا الفرد سيعرض سلوكًا معينًا أم لا، مثل استخدام التخبط الجانبي والمقلوب المقلوب لقيادة جهود السفر الجماعية. الأفراد الذين لديهم قيم ارتباط عالية هم أكثر اتصالًا ويمكنهم الحصول على مزيد من المعلومات، وبالتالي يكونون أكثر ملاءمة لرحلات المجموعة القيادية وبالتالي يميلون إلى إظهار سلوكيات التشوير أكثر من أعضاء المجموعة الآخرين.
يمكن أيضًا استخدام تحليل الشبكة لوصف التنظيم الاجتماعي ضمن نوع أكثر عمومًا، والذي يكشف في كثير من الأحيان عن آليات تقريبية مهمة تشجع على استخدام بعض الاستراتيجيات السلوكية. ترتبط هذه الأوصاف بشكل متكرر بالخواص البيئية (على سبيل المثال، توزيع الموارد). على سبيل المثال، كشفت تحليلات الشبكة عن اختلافات دقيقة في ديناميات المجموعة لاثنين من الأنواع الانشطارية الاندماجية ذات الصلة، حمار وحشي جول كريفي والمعلمات، الذين يعيشون في بيئات متغيرة ؛ تظهر الحمر الوحشية في جول كريفي تفضيلات مميزة في اختياراتها عند الانشطار إلى مجموعات أصغر، في حين لا يفعل ذلك مع المستفيدين. وبالمثل، فإن الباحثين المهتمين بالرئيسيات قد استخدموا أيضًا تحليلات الشبكة لمقارنة المنظمات الاجتماعية عبر نظام الرئيسيات المتنوع، مما يوحي بأن استخدام مقاييس الشبكة (مثل المركزية، والتناسق، والنمطية، والوئام) قد يكون مفيدًا من حيث شرح أنواع السلوكيات الاجتماعية. نحن نرى في مجموعات معينة وليس غيرها.
وأخيرًا، يمكن أن يكشف تحليل الشبكات الاجتماعية أيضًا عن تقلبات مهمة في السلوكيات الحيوانية عبر البيئات المتغيرة. على سبيل المثال، كشفت تحليلات الشبكات في البامونات النسائية (Papio hamadryas ursinus) عن تغييرات ديناميكية مهمة خلال المواسم التي لم تكن معروفة من قبل ؛ بدلاً من إنشاء روابط اجتماعية مستقرة وطويلة الأمد مع الأصدقاء، وجد أن قردة البابون تظهر علاقات أكثر تنوعا وتعتمد على حالات طوارئ قصيرة الأجل ذات صلة بالديناميكيات على مستوى المجموعة وكذلك التقلبات البيئية. يمكن للتغيرات في بيئة الشبكة الاجتماعية للفرد أن تؤثر على خصائص مثل «الشخصية»: على سبيل المثال، العناكب الاجتماعية التي تجلس مع جيران أكثر جرأة تميل إلى الزيادة أيضًا في الجرأة. هذه مجموعة صغيرة جدًا من الأمثلة العريضة لكيفية استخدام الباحثين لتحليل الشبكة لدراسة سلوك الحيوانات. البحوث في هذا المجال تتوسع حاليا بسرعة كبيرة. يعتبر تحليل الشبكات الاجتماعية أداة قيّمة لدراسة سلوك الحيوانات عبر جميع أنواع الحيوانات، ولديه القدرة على الكشف عن معلومات جديدة حول سلوك الحيوان والإيكولوجيا الاجتماعية التي كانت غير مفهومة في السابق.